# Baunach (fiume)
La Baunach è un fiume tedesco, lungo circa 54 km, affluente sulla destra orografica del Meno in Baviera.

## Nome
La denominazione Baunach ha la sua origine dalla parola in lingua protoindoeuropea bhu (ingrossare / si) con il significato di "acqua che s'ingrossa".

## Corso
La Baunach nasce a sud del Großen Breiten Bergs, a nord-est della località di Leinach e sfocia nel Meno presso l'omonima località.

## Fauna
Nella Baunach si trovano: anguille, cavedani, trote fario, cobiti barbatelli, barbi, abramidi comuni, persici reali, gobioni, leucischi, lucci, carassi, nasi, trote salmonate, tinche, alborelle di fiume, carpe e  spinarelli.

## Affluenti
Sono affluenti del Baunach (lato di afflusso):
| Nome                                   | GKZ      | km    | R/S      | MH  | Loc.                    | Annotazioni                                               |
| -------------------------------------- | -------- | ----- | -------- | --- | ----------------------- | --------------------------------------------------------- |
| Sambachgraben                          |          |       | sinistra | 367 |                         |                                                           |
| Höllgraben                             |          |       | destra   | 328 |                         |                                                           |
| Rippbach                               |          |       | sinistra | 322 | Bundorf                 |                                                           |
| Kimmelsbach                            |          |       | destra   | 314 | Bundorf                 |                                                           |
| Hainbach                               |          |       | destra   | 311 | Bundorf                 |                                                           |
| Tränkleinsgraben (Serrfelder Mühlbach) | 24181200 | 6,98  | sinistra | 306 | Bundorf-Neuses          |                                                           |
| Stöckacher Mühlbach                    |          |       | destra   | 302 | Bundorf-Schweinshaupten |                                                           |
| Ermetz                                 | 24181400 | 7,83  | sinistra | 291 | Hofheim i.UFr.-Sulzbach |                                                           |
| Dorfbach                               |          |       | sinistra | 280 | Burgpreppach-Gemeinfeld |                                                           |
| Erlbach                                |          |       | sinistra | 278 | Burgpreppach-Gemeinfeld |                                                           |
| Heimbach                               | 24183200 | 7,13  | destra   | 278 | Burgpreppach-Gemeinfeld |                                                           |
| Marbach                                |          |       | sinistra | 275 | Pfarrweisach-Lohr       |                                                           |
| Zöschgraben                            |          |       | sinistra | 273 | Pfarrweisach-Lohr       |                                                           |
| Weisach                                | 24183400 | 11,49 | sinistra | 271 | Pfarrweisach            |                                                           |
| Leuzendorfer Graben                    |          |       | destra   | 270 | Pfarrweisach-Kraisdorf  |                                                           |
| Albersdorfer Mühlbach                  | 24185200 | 11,73 | destra   | 268 | Pfarrweisach            | Tränkleinsgraben 11,49 km + Albersdorfer Mühlbach 0,24 km |
| Fischbach                              | 24185200 |       | sinistra | 264 | Ebern-Fischbach         |                                                           |
| Preppach                               | 24185400 | 10,24 | destra   | 260 | Ebern-Ruppach           |                                                           |
| Angernbach                             |          |       | sinistra | 260 | Ebern                   |                                                           |
| Eichelbach                             | 24185920 | 7,03  | destra   | 257 | Ebern-Heubach           |                                                           |
| Silberbach                             |          |       | sinistra | 256 | Rentweinsdorf-Lind      |                                                           |
| Schmitzgraben                          |          |       | destra   | 254 | Rentweinsdorf           |                                                           |
| Seebach                                |          |       | destra   | 254 | Rentweinsdorf           |                                                           |
| Winkelgraben                           |          |       | sinistra | 254 | Rentweinsdorf-Treinfeld |                                                           |
| Buchholzgraben                         |          |       | destra   | 253 | Rentweinsdorf           |                                                           |
| Brünninggraben                         |          |       | sinistra | 249 | Reckendorf              |                                                           |
| Laimbach                               | 24189200 | 8,19  | destra   | 248 | Reckendorf              |                                                           |
| Röthengraben                           |          |       | sinistra | 248 | Reckendorf-Zeitzenhof   |                                                           |
| Knockgraben                            | 24189200 | 8,19  | destra   | 247 | Reckendorf              |                                                           |
| Heudenbach                             |          |       | destra   | 247 | Reckendorf              |                                                           |
| Seitenbach                             |          |       | destra   | 246 | Reckendorf              |                                                           |
| Grundgraben                            |          |       | sinistra | 244 | Baunach-Leucherhof      |                                                           |
| Sendelbach                             | 24189320 | 5,42  | destra   | 243 | Baunach-Dorgendorf      |                                                           |
| Lauter                                 | 24189400 | 19,4  | destra   | 238 | Baunach                 |                                                           |

### Legenda
- Nome = Denominazione del corso d'acqua
- GKZ = sigla di riconoscimento
- km = lunghezza dell corso d'acqua in chilometri
- R/S= lato orografico
- MH= altitudine della foce in m s.l.m.
- Località= Località ove sfocia